# Terencio
Publio Terencio Afro (en latín, Publius Terentius Afer) fue un autor de comedias durante la República romana. Se desconoce la fecha exacta de su nacimiento, aunque Suetonio menciona que murió en 159 a. C. a la edad de treinta y cinco años. Esto da el año 195 a. C. como fecha de su nacimiento. Sus comedias se estrenaron entre 170 y 160 a. C. A lo largo de su vida escribió solo seis obras, todas conservadas. En comparación, su predecesor Plauto escribió alrededor de ciento treinta obras y actualmente solamente disponemos de los textos de veinticinco de ellas.

## Biografía
Terencio, de origen bereber, nació como esclavo romano y tomó su nombre del senador Terencio Lucano, en cuya casa sirvió como esclavo pero fue liberado luego por este debido a que despertó admiración dadas sus extraordinarias cualidades. Posiblemente y debido a su nombre  Afer ('el africano') fuera oriundo de Cartago. Terencio perteneció al Círculo de Escipión, y según el historiador Suetonio era "de estatura moderada, delgado y de tez morena", dejando una hija que posteriormente se casó con un caballero romano. Su prematura muerte se atribuyó a una enfermedad o un naufragio durante un viaje a Grecia en busca de inspiración, pero esto podría ser simplemente una especulación antigua para explicar su escasa obra.
Como Plauto, Terencio adaptó obras griegas de la última época de la comedia ática. Fue más que un traductor, como han confirmado los descubrimientos modernos de antiguas obras griegas. Sin embargo, las obras de Terencio utilizan un escenario 'griego' más convincente en lugar de romanizar la situación: las convenciones de la época impedían que los sucesos 'frívolos' tuvieran lugar en Roma.

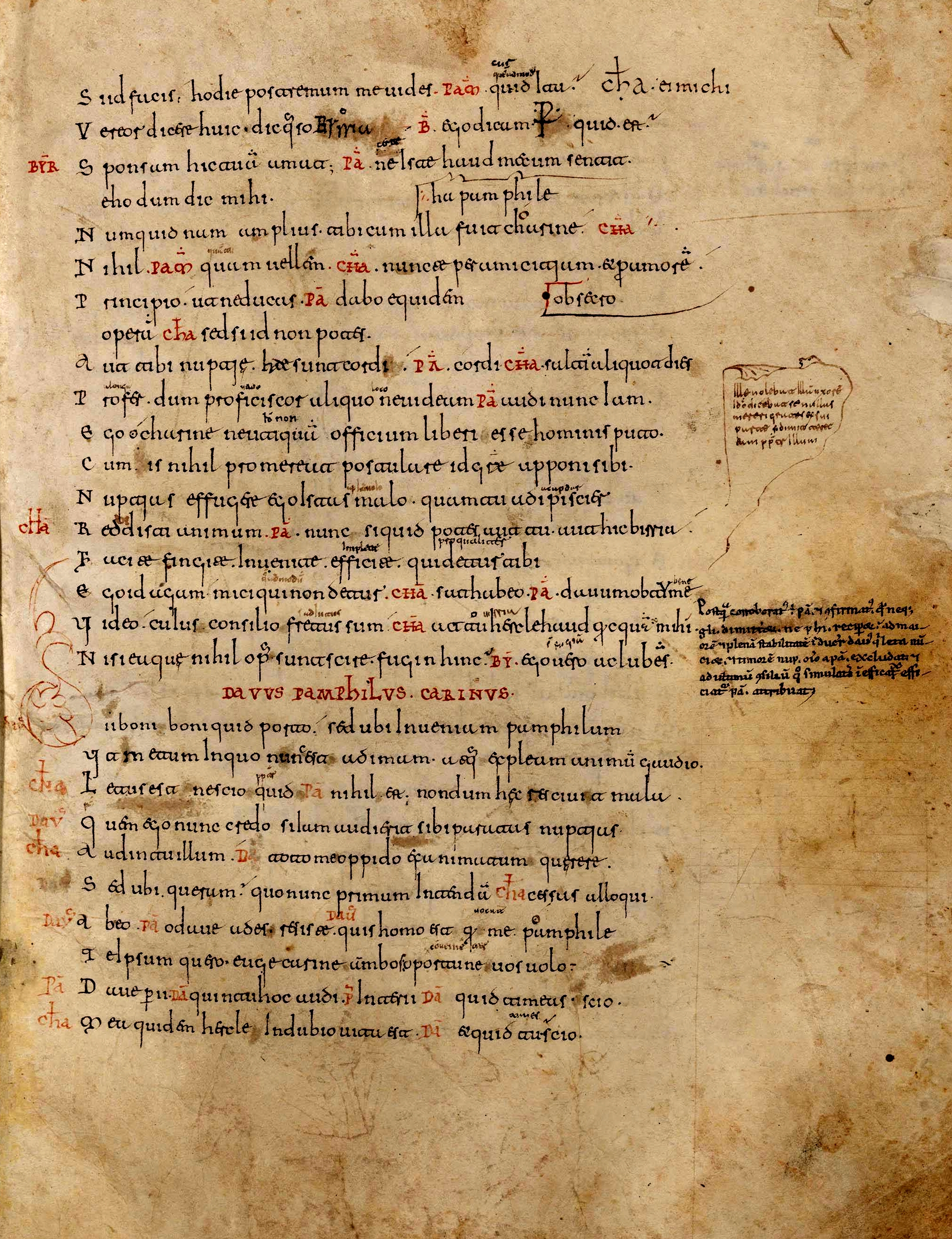
Fol. 5r de un manuscrito del siglo XI de la Biblioteca Nacional de España procedente del monasterio de San Millán de la Cogolla que contiene las comedias de Terencio: Andria, El eunuco, El autoflagelado, Adelfos, La suegra y Formión.

Terencio trabajó concienzudamente para escribir en un latín conversacional, y la mayor parte de los estudiosos consideran que su estilo en latín es particularmente agradable y directo. Elio Donato, maestro de San Jerónimo, es el comentarista de Terencio más antiguo conocido. Su popularidad durante la Edad Media y el Renacimiento está atestiguada por la gran cantidad de manuscritos que contienen sus obras o parte de ellas; la estudiosa Claudia Villa ha estimado que existen 650 manuscritos que contienen su obra posteriores al año 800. La autora medieval Hroswitha de Gandersheim argüía que había escrito sus obras para que sus monjas no malgastasen su tiempo leyendo a Terencio.
La primera edición impresa de las comedias de Terencio data del año 1470 en Estrasburgo, mientras que no existe constancia de puestas en escena de sus obras hasta 1476, año en el que se representa en Florencia Andria.
Una frase en la comedia Hecyra de su colaborador musical Flaco es lo único que queda de toda la música romana antigua.
Debido a su lenguaje claro y entretenido, las obras de Terencio fueron muy utilizadas en conventos y monasterios a lo largo de la Edad Media y el Renacimiento, para que los escribas aprendieran a escribir latín copiándolas y los religiosos a hablar latín leyendo sus textos. Aunque el material de Terencio fuera pagano, su calidad hizo que la Iglesia promoviera su copia y conservación. Ello permitió que su trabajo influyera en el teatro occidental, y Shakespeare, Montaigne y Molière lo citan e imitan. El reformador Lutero recomendó sus comedias para instrucción de los niños en la escuela, y es que su trabajo no solo empezó a leerse en las escuelas romanas pocos años después de su muerte, sino también en las escuelas de toda Europa como parte del currículo estándar de enseñanza del latín hasta principios del siglo XIX. El presidente estadounidense John Adams, escribió a su hijo: "Terencio es notable, por su buena moral, buen gusto y buen latín... Su lenguaje tiene una sencillez y una elegancia que lo hacen apropiado para ser estudiado con precisión como modelo."
La especulación de si Terencio recibió ayuda para escribir o no fue el autor real se lleva debatiendo desde hace siglos.

## Obra
- Andria (La Andriana o La muchacha de Andros, 166 a. C.)[1]
- Hecyra (La suegra, 165 a. C.)
- Heautontimorumenos (El atormentador de sí mismo, 163 a. C.)[2]
- Phormio (Formión, 161 a. C.)[3]
- Eunuchus (El eunuco, 161 a. C.)[4]
- Adelphoe o Adelphi (Los hermanos o Adelfos, 160 a. C.)[5]